# Lunga marcia dei Navajo

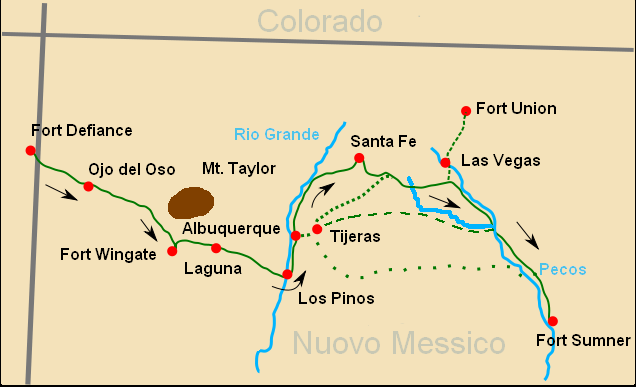
Itinerari della Lunga marcia dei Navajo

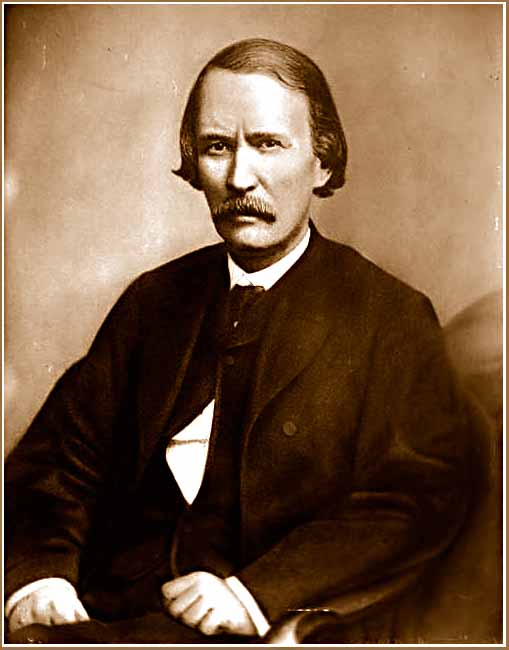
Colonnello Kit Carson

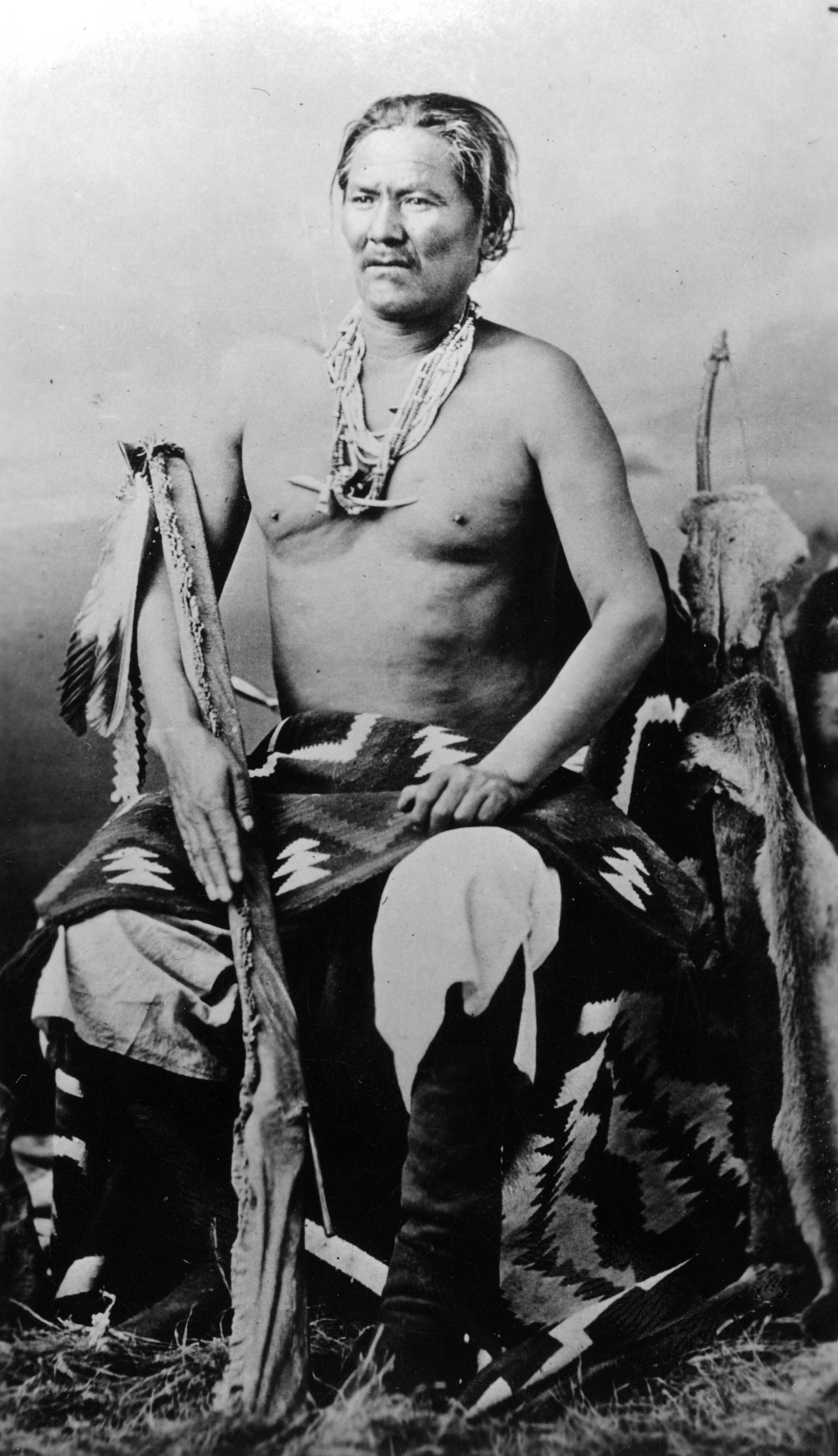
Manuelito

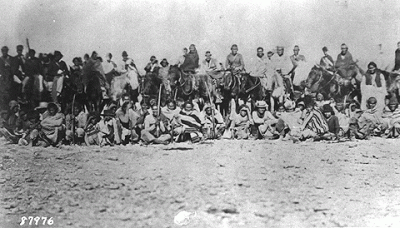
Guerrieri Navajo al loro arrivo a Fort Sumner (1864)

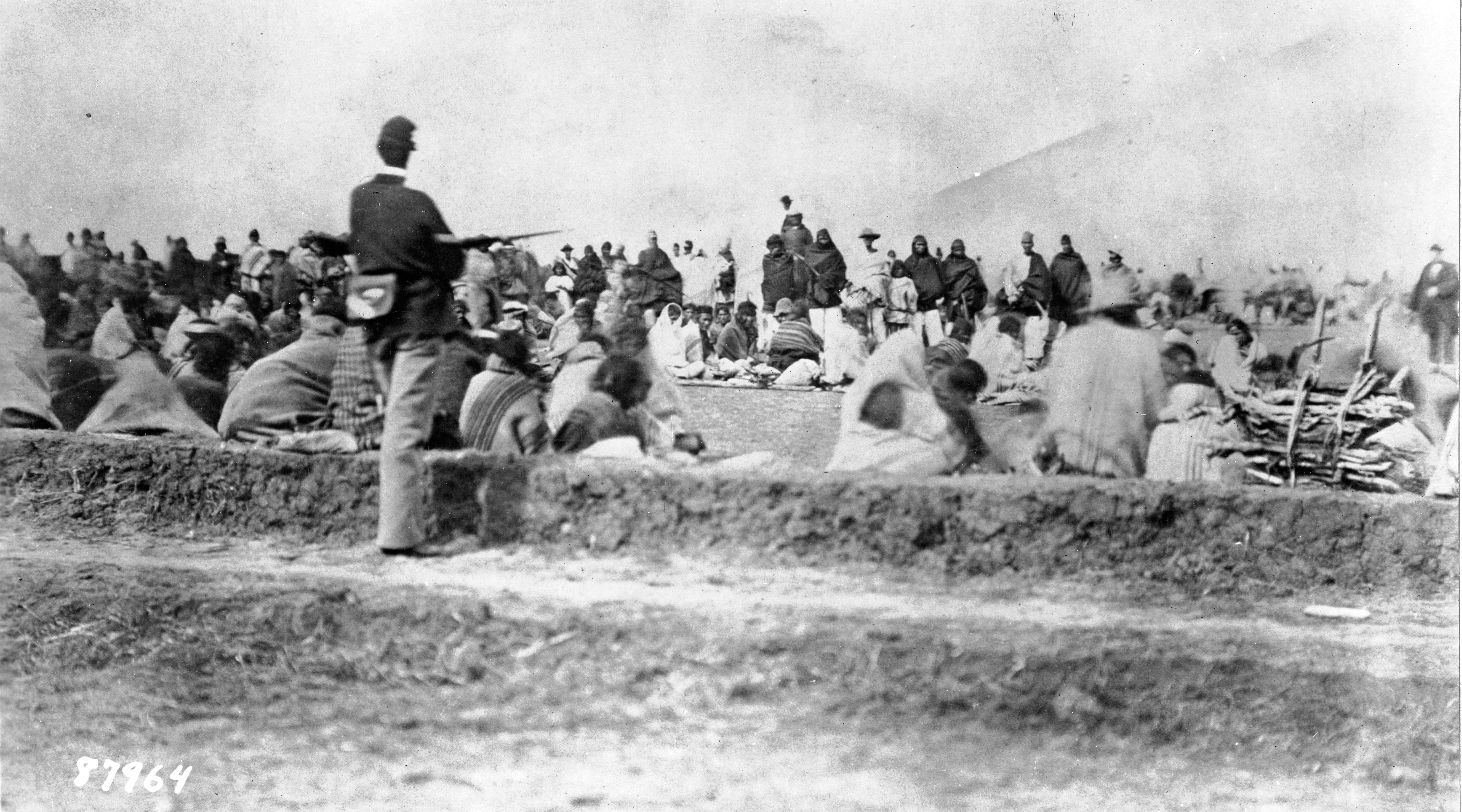
Guerrieri Navajo sotto scorta a Fort Sumner (1864)

La  Lunga marcia dei Navajo è la storia del trasferimento forzato del popolo Navajo avvenuto fra il 1864 ed il 1865, ad opera dell'esercito degli Stati Uniti. Con questa operazione circa 8.500 Navajo vennero trasferiti in più riprese dai loro territori nativi nel nord-est dell'Arizona, alla riserva di Bosque Redondo presso Fort Sumner lungo il fiume Pecos nel Nuovo Messico. I Navajo vennero costretti a percorrere questo tragitto, di circa 450 miglia (circa 720 km), quasi esclusivamente a piedi con donne e bambini, e molti di loro morirono durante il percorso.

## Storia

### Antefatto
Nel 1862 il generale James Henry Carleton, comandante del Dipartimento del Nuovo Messico, propose la creazione di una riserva indiana a Bosque Redondo con l'obiettivo di trasferivi gli indiani Navajo e Mescaleros. Nella primavera del 1863, dopo che i Mescaleros erano fuggiti o erano stati rinchiusi a Bosque Redondo, il generale Carleton rivolse la sua attenzione ai Navajo. Ad aprile Carleton incontrò i capi Navajo Delgadito e Barboncito a cui chiese di raggiungere i Mescalero a Bosque Redondo, al loro rifiuto gli diede un ultimatum di arrendersi entro il 20 luglio 1863. Visto che alla scadenza del termine praticamente nessuno Navajo si era arreso, Carleton ordinò al colonnello Kit Carson di preparare una guerra contro i Navajo. Carson era riluttante perché si considerava amico degli indiani, ed arrivò a dimettersi, ma poi si fece convincere da Carleton ed andò a Fort Wingate per organizzare la spedizione. Alla fine di luglio Carson si spostò a Fort Defiance (ribattezzato Fort Canby) e iniziò una serie di azioni di razzia di animali e raccolti tese a fiaccare gli indiani riducendoli alla fame per costringerli ad arrendersi senza combattimenti. In autunno Carson aveva distrutto la maggior parte dei raccolti e del bestiame fra Fort Canby ed il Canyon de Chelly.
Il 17 ottobre, senza cibo, con l'inverno in arrivo e preoccupato per la sorte di donne e bambini, il capo Delgadito con alcuni dei suoi si arresero e furono condotti a Bosque Redondo. Carleton ordinò che gli indiani fossero trattati bene e nutriti con le migliori razioni durante il viaggio ed una volta giunto a destinazione.
Nel frattempo, su ordine di Carleton, Carson preparò l'invasione del Canyon de Chelly che avvenne nel gennaio del 1864. Nonostante i Navajo si fossero arresi, Carson fece devastare completamente il Canyon distruggendo gli hogan, il bestiame, tutte le scorte di cibo che trovarono, ed il frutteto di pesche con oltre 5.000 alberi che si trovava nel canyon.
Il 31 gennaio Delgadito, fece ritorno a Fort Wingate da Bosque Redondo, avendo avuto rassicurazioni da Carleton sulle condizioni di vita nella riserva e riuscì a convincere circa 680 Navajo ad arrendersi. Un po' per questo, un po' per la notizia della distruzione del Canyon de Chelly, un po' per il freddo e la mancanza di cibo, i Navajo cominciarono ad arrendersi ed a raggiungere Fort Canby e Fort Wingate. Verso la metà di febbraio ve ne erano 1.200 che diventarono 1.500 a febbraio con la resa del capo Herrero Grande e la sua gente e ai primi di marzo erano diventati circa 3.000.

### Il viaggio
Nel mese di marzo 1864 la Lunga marcia dei Navajo ebbe inizio. Un primo gruppo di 1.430 indiani raggiunse Fort Sumner nel Nuovo Messico il 13 marzo dopo un viaggio di circa 500 km.
Nel viaggio morirono dieci indiani e tre bambini furono rapiti.
Un secondo gruppo con 2.400 Navajo partì da Fort Canby dove per le razioni insufficienti di cibo ne erano già morti 126. Durante il viaggio ne morirono altri 197.
Il 20 marzo un altro gruppo di circa 800 Navajo, principalmente donne vecchi e bambini, partì da Fort Canby con soli 23 carri. Durante il percorso furono investiti da una bufera di neve che durò diversi giorni provocando la morte di diversi indiani che malvestiti e deboli per la mancanza di cibo non riuscirono a resistere. Giunti a Los Pinos, a sud di Albuquerque, i carri vennero destinati ad altro uso ed i Navajo dovettero proseguire a piedi. Il gruppo giunse a destinazione l'11 aprile 1864. Erano partiti in 800, altri 146 si unirono lungo il viaggio, giunsero a Bosque in 836, 110 morirono o scomparvero lungo il tragitto.
Verso la fine di aprile un altro dei capi Navajo che ancora resistevano, Armijo, si arrese con la sua banda di circa 400 persone, ed anche lui venne condotto a Bosque.
A settembre 1864 fu catturato Barboncito nel Canyon de Chelly, dei grandi capi restava in libertà solo Manuelito. Carleton diede ordine di catturarlo ad ogni costo, ma i vari tentativi andarono falliti fino al 1º settembre 1866, in cui Manuelito, con altri 23 guerrieri si arrese, ferito e zoppicante, consegnandosi a Fort Wingate. Poco dopo anche Borboncito, che era fuggito da Bosque alla fine dell'estate del 1865, si arrese nuovamente. Ora tutti i capi Navajo erano stati catturati e condotti a Bosque Redondo.
Il percorso seguito per condurre i Navajo a Bosque Redondo, non fu sempre lo stesso. Vi fu un percorso principale con almeno 4 varianti:
1. Il percorso principale, lungo 436 miglia, era quello che da Fort Canby (Fort Defiance) passava per Fort Wingate, Los Pinos/Las Lunas (a sud di Albuquerque), poi passava per Albuquerque e risaliva il Rio Grande fino all'altezza di Santo Domingo Pueblo. Da qui puntava a nord-est fino a Santa Fe e poi a est verso Las Vegas lungo il Gallinas River (affluente del Pecos) e poi scendeva fino a Fort Sumner seguendo in gran parte il percorso del fiume Pecos.
2. Una variante al percorso precedente portava da Las Vegas a nord fino a Fort Union dove poteva essere fatta una tappa per rifornirsi di cibo. Questa variante non fu molto usata in quanto era la più lunga, circa 498 miglia.
3. Il percorso migliore era quello che da Albuqueque puntava direttamente a est passando per Tijeras tra i monti Sandia e i monti Manzano e poi da qui verso nord-est fino a ricongiungersi al percorso principale a sud-est di Santa Fe. Questo percorso era più breve dei precedenti (424 miglia) e aveva facile accesso ad acqua e vettovaglie lungo la strada.
4. Un quarto percorso è una variante del precedente, che da Tijeras punta direttamente ad est verso il Pecos seguendo un percorso che ricalca grossomodo quello della attuale Interstate 40 fino a Santa Rosa sul fiume Pecos. Questa variante, pure essendo la più breve (375 miglia) fu poco usata in quanto era molto accidentata e con poca acqua.
5. Infine una ultima variante, detta Piedra Pintada Route, piegava a sud-est dopo Tijeras e attraversava i monti Manzano per poi dirigersi a est attraversando Antelope Springs, Cerro Pedernal e Piedra Pintada Canon per terminare nei pressi della confluenza dell'Agua Negra Creek con il Pecos.

### Epilogo
La permanenza dei Navajo a Bosque Redondo durò fino al 1º giugno 1868, quando venne firmato un trattato di pace che assegnò ai Navajo una riserva nei loro vecchi territori fra il Rio Grande ed il Little Colorado. Il 18 giugno 1868 una colonna composta da circa 7.300 uomini 1.500 cavalli e muli, 2.000 ovini, insieme con 50 carri dell'esercito e una scorta di cavalleria, mosse da Bosque Redondo per far ritorno nei territori Navajo del Nuovo Messico e Arizona. I primi Navajo arrivarono nella zona di Fort Defiance alla fine di luglio 1868.